# Dardo-Klasse
Die Dardo-Klasse war eine Zerstörer-Klasse der italienischen Marine, die aus vier Zerstörern bestand, die zwischen Oktober 1931 und Juni 1932 in Dienst gestellt wurden. Sie entstanden auf den Werften Cantieri del Tirreno in Riva Trigoso und Cantieri Navali Odero in Sestri Ponente, die von der Marine schon Aufträge für Zerstörer der vorangegangenen Klassen erhalten hatten.
Von den vier Zerstörern nahmen drei Namen der Lampo-Klasse (Freccia, Dardo, Strale) wieder auf, die von der deutschen Schichau-Werft in Elbing zu Beginn des Jahrhunderts an die italienische Marine geliefert worden waren. Die Namensvorgängerin der Saetta war allerdings ein in Italien gebauter Torpedoaviso, der von 1887 bis 1908 im Dienst der Regia Marina war.

Einige Quellen bezeichnen die vier Zerstörer auch als Freccia-Klasse, da die in Riva Trigoso gebaute Freccia als erster der vier Zerstörer am 3. August 1930 vom Stapel lief und am 15. Oktober 1931 in Dienst gestellt wurde.

## Geschichte der Klasse
Die 1928 bestellten Zerstörer sollten mit den Schweren Kreuzern der Zara-Klasse zusammen eingesetzt werden. Daher schien eine Verbesserung der Leistungen in den Bereichen der Geschwindigkeit und der Reichweite notwendig. Der verbesserte Typ wurde aus der Turbine-Klasse entwickelt. Er erhielt eine höhere Antriebsleistung, verbesserte 120-mm-Geschütze bei gleicher Grundauslegung und Verteilung der Bewaffnung und einen höheren Treibstoffvorrat durch Seitentanks. Diese Maßnahmen führten zu größeren Schiffen mit mehr Rumpfbreite. Bei den in Sestri Ponente gebauten Dardo und Strale wurde der fast senkrechte Bug der Vorgängerserie beibehalten, während die beiden Neubauten aus Riva Trigoso ein ausfallendes, yachtähnliches Vorschiff erhielten, das sich im Einsatz als vorteilhaft erwies. Ursprünglich sollten die Zerstörer der Dardo-/Freccia-Klasse wie ihre Vorgänger zwei Schornsteine erhalten. Um die Feuerbereiche der Luftabwehrwaffen zu verbessern, wurden die Abdampfleitungen der drei Kessel zu einem großen Schornstein zusammengeführt, der ein Kennzeichen aller bis in den Zweiten Weltkrieg gebauten italienischen Zerstörer und Torpedoboote wurde.
Ein Mangel der Zerstörer war ihre geringe Stabilität bei schlechtem Wetter durch den Einbau von Seitentanks und schwereren Waffen und Feuerleiteinrichtungen. Dies zeigte sich besonders bei weitgehendem Verbrauch des Treibstoffs, sodass möglichst ein größerer Rest an Bord bleiben sollte, was die Reichweite der Zerstörer verringerte. Versuche, leere Tanks mit Wasserballast zu füllen, verringerten auf Dauer die Qualität der Treibstoffversorgung. Die Schiffe wurden daher mit festem Ballast und Seitenkielen versehen. Diese Maßnahmen machten die Schiffe schwerer und erhöhten die Überlastung der Rümpfe. Statt der geplanten Standardverdrängung von 1205 ts stieg diese auf 1400 ts und verringerte die mögliche Höchstgeschwindigkeit der Einheiten. Unter normalen Einsatzbedingungen konnten die Zerstörer nur selten mehr als 30 kn erreichen.
Die vier Zerstörer der nachfolgenden, fast zeitgleich entstehenden Folgore-Klasse, die zwischen 1929 und 1932 auf den Werften Cantieri del Quarnaro in Fiume und Officine & Cantieri Partenopei in Neapel entstanden, wurden anfangs als 2. Gruppe der Dardo-Klasse bezeichnet.

### Einsätze bei der Regia Marina

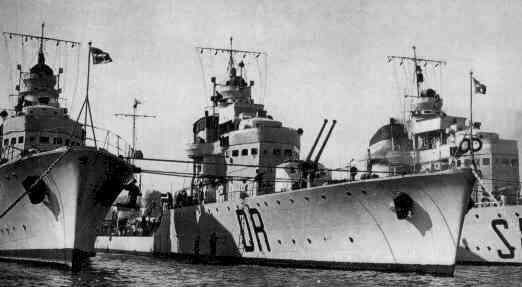
Strale, Dardo und Saetta in der Basis

Während des Spanischen Bürgerkriegs wurden die Zerstörer zur Überwachung des Schiffsverkehrs nach Spanien eingesetzt. Im August 1937 griffen die Zerstörer unerkannt zwei Tanker mit Öl für die spanischen Republikaner nahe der tunesischen Küste an und versenkten den Tanker Compeador.

Beim Eintritt Italiens in den Zweiten Weltkrieg an der Seite Deutschlands im Juni 1940 bildeten die vier Zerstörer in Tarent das „VII Squadriglia Cacciatorpediniere (7. Zerstörergeschwader)“, das mit den schweren Einheiten der Flotte eingesetzt werden sollte.

Am 13. Juni 1940 gelang der Strale die Versenkung des britischen U-Bootes Odin vor Tarent.
Ab dem 7. Juli 1941 waren Freccia, Saetta, Dardo und Strale als Sicherung der 5. Division, bestehend aus den Schlachtschiffen Giulio Cesare und Conte di Cavour, in See, um einen Konvoi mit den Fahrgastschiffen Esperia (11.398 BRT), Calitea (4013 BRT), Marco Foscarini (6342 BRT), Vettor Pisani (6339 BRT) und dem Frachter Francesco Barbero (6343 BRT) zu schützen. An Bord der Schiffe befanden sich 2200 Soldaten, 300 Panzerfahrzeugen und Lkw sowie 16.000 t Material. Die italienische Flotte war mit der Mehrzahl ihrer Einheiten in See, um den Konvoi sicher nach Tripolis zu bringen, der dort am 8. Juli ohne Verluste eintraf. Ein Vorstoß der italienischen Flotte gegen die britische Mittelmeerflotte führte am 9. zur Seeschlacht bei Punta Stilo, die nach einem schweren Treffer auf der Giulio Cesare durch die Warspite von den Italienern abgebrochen wurde.

### Einheiten
| Name    | Bauwerft       | Kiellegung       | Stapellauf        | Indienststellung | Verbleib |
| ------- | -------------- | ---------------- | ----------------- | ---------------- | --- |
| Dardo   | Sestri Ponente | 23. Januar 1929  | 6. September 1930 | 25. Januar 1932  | am 9. September 1943 nicht einsatzbereit von der Kriegsmarine in Genua beschlagnahmt, als TA 31 kurz im Dienst, am 25. April 1945 beim deutschen Rückzug in Genua gesprengt |
| Freccia | Riva Trigoso   | 20. Februar 1929 | 3. August 1930    | 21. Oktober 1931 | am 8. August 1943 durch britische Bomber in Genua versenkt |
| Strale  | Sestri Ponente | 20. Februar 1929 | 26. März 1931     | 6. Februar 1932  | am 21. Juni 1942 an der tunesischen Küste aufgelaufen, am 6. August 1942 durch das britische U-Boot Turbulent zerstört                                                      |
| Saetta  | Riva Trigoso   | 27. Mai 1929     | 17. Januar 1932   | 10. Mai 1932     | am 3. Februar 1943 vor Tunesien nach Minentreffer gesunken |

## Exportbauten

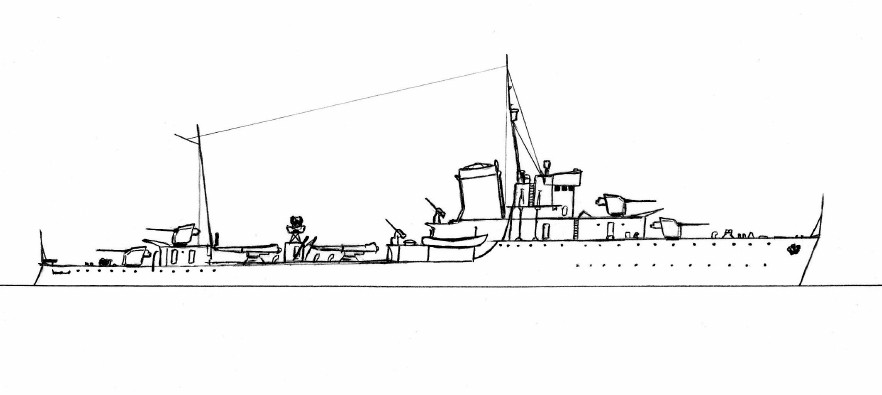
Seitenriss der Kountouriotis-Klasse

Die in Italien für die griechische Marine gebauten vier Zerstörer der Kountouriotis-Klasse werden meist der Dardo-Klasse zugerechnet. Sie wurden bei Odero in Sestri Ponente zwischen 1930 und Mai 1933 gebaut. Mit 94,3 m ü.a. und 92,4 m pp entsprachen die Abmessungen des Rumpfs weitgehend denen der auf derselben Werft entstandenen Dardo und Strale der Regia Marina. Die Brücken waren allerdings niedriger und ihre Hauptbewaffnung bestand zwar auch aus vier 120-mm-Kanonen, die aber als Einzelgeschütze auf dem Vorschiff und achtern so eingebaut waren, dass sie sich überschießen konnten. Spetsai soll bei Tests mit 41,5 kn die höchste Geschwindigkeit eines Schiffes dieser Gruppe erreicht haben, wobei die Maschine zu diesem Zeitpunkt 52.000 PS produzierte.

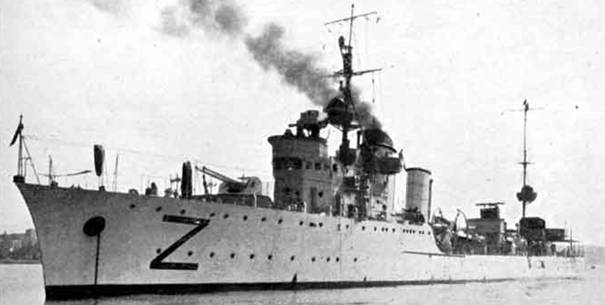
Die Zafer für die Türkei 1932

Schon vor dem griechischen Auftrag hatte die türkische Marine ebenfalls vier Zerstörer in Italien bestellt, von denen sie beiden ersten (Kocatepe, Adatepe) zwischen Januar 1930 und Oktober 1931 bei Ansaldo in Genua gebaut wurden. Mit einer Länge von 100,2 m ü.a. (98,0 m pp.) waren diese Schiffe länger als die Dardo- und Folgore-Klasse. Sie hatten ihre Hauptbewaffnung – wie die griechischen Schiffe – als Einzelgeschütze übereinander aufgestellt und sie besaßen zwei Schornsteine wie die Turbine-Klasse. Ein zweites Paar (Tinaztepe, Zafer) entstand in Riva Trigoso bis Juni 1932 und war nur 96,0 m ü.a. (93,6 m pp) lang. Diese beiden Zerstörer hatten Zwillingsgeschütze wie die italienischen Halbschwestern. Die vier türkischen Schiffe werden oft auch der Folgore-Klasse zugerechnet.